# Renat II de Lorena
Renat II de Lorena (2 de maig de 1451 - Fains-Véel, 10 de desembre de 1508) va ser duc de Lorena a partir de 1470.

## Feus
Fill de Ferri II de Vaudémont i de Violant d'Anjou, Renat II va heretar diversos feus de diversos membres de la seva família; va ser així:
- comte de Vaudémont de 1470 a 1508 (va heretar aquest comtat del seu pare i el va agregar al ducat de Lorena

- comte d'Aumale i baró d'Elbeuf de 1473 a 1508 (havia heretat aquest comtat i aquesta baronia del seu oncle);

- duc de Lorena de 1473 a 1508 (la seva mare li va confiar el ducat tan bon punt el va heretar del seu nebot Nicolau de Lorena);

- senyor de Joinville de 1476 a 1508 (feu heretat del seu germà);

- duc de Bar de 1480 a 1508 (la seva mare li va confiar aquest ducat tan bon punt el va heretar del seu pare Renat I);

- baró de Mayenne de 1481 a 1508 (baronia heretada del seu cosí).

## Biografia
Va passar la seva joventut a la cort del seu avi Renat I, entre Angers i Provença; va succeir al seu pare el 1470 al comtat de Vaudémont; després va heretar del seu oncle, al començament de 1473, els càrrecs de capità d'Angers i de senescal i governador d'Anjou.
Renat va rebre una molt bona educació, humanista, parlava el llatí amb facilitat, tenia un molt gran interès per a les cartes, les arts i les ciències, entre les quals la geografia.
El 1473, el seu cosí Nicolas d'Anjou, duc de Lorena, va morir, i el ducat torna a la seva tia Violant d'Anjou, la mare de Renat II, que el va transmetre immediatament al seu fill. El ducat de Lorena fou llavors teatre de les lluites d'influència entre Lluís XI rei de França i Carles el Temerari, duc de Borgonya. Inclinat en principi cap al borgonyó, aquest últim va començar a col·locar guarnicions a Lorena i els incidents es multiplicaren entre la població lorenesa i els soldats borgonyons. Renat es va unir llavors secretament al rei de França el 9 de juliol de 1474 i els tractats que el rei de França signa amb els suïssos, el rei Eduard IV d'Anglaterra i l'emperador Frederic III del Sacre Imperi Romanogermànic van aïllar a Carles el Temerari i permeteren a Renat II denunciar la seva aliança borgonyona el 1475.
Carles el Temerari va envair llavors el ducat, ocupant Nancy el 24 de novembre de 1475 i Renat es va refugiar a Joinville. Es va aliar als suïssos i va combatre al seu costat. La coalició va derrotar a Carles el Temerari a Grandson, el 2 de març de 1476, i després a Morat el 22 de juny de 1476, on el seu exèrcit fou aniquilat i la seva artilleria destruïda.
Mentre el Temerari intentava reconstituir un exèrcit, Lorena es va revoltar i Renat va fer la seva entrada a Nancy el 22 d'agost de 1476. Però Carles el Temerari, al capdavant d'un nou exèrcit, va penetrar a Lorena l'octubre, i Renat II no aconseguí impedir-li fer la unió amb les tropes de Campobasso, vingudes de Luxemburg. Després d'haver obtingut la seguretat dels habitants de Nancy de tenir la ciutat, Renat II va marxar a buscar reforços als territoris alsacians i dels suïssos. A la seva tornada va lliurar el 5 de gener de 1477 la batalla de Nancy on Carles el Temerari va morir.
En record d'aquesta victòria, va ordenar la construcció de la gegantina basílica de Saint-Nicolas-de-Port i reconstruir el palau ducal de Nancy.
Llavors, Renat es va barallar amb Lluís XI de França, ja que aquest havia agafat el conjunt de l'heretatge de Renat I el 1481, no deixant-li més que el ducat de Bar.
El 1485, participa en la primera fase de la guerra boja, però es retira prudentment de la coalició dels prínceps des de la pau de Bourges.
El 1488, els súbdits del rei de Nàpols es revoltaren i oferiren la corona a Renat II, que va organitzar una expedició per prendre possessió del regne, però el rei Carles VIII de França li va prohibir, volent ell mateix fer-ne la conquesta (començament de les guerres d'Itàlia).
Renat II es va refredar en el transcurs d'una cacera prop de Fains-Véel i va morir el 10 de desembre de 1508. La seva tomba d'estil flamejant es troba a l'església dels Franciscans de Nancy.

## Ascendència
|  |                                              |  |  |  |  |  |  |  |  |  |  |  |  |  |  |  |
|  | 16. Joan I de Lorena                         |  |  |  |  |  |  |  |  |  |  |  |  |  |  |  |
|  |                                              |  |  |  |  |  |  |  |  |  |  |  |  |  |  |  |
|  |                                              |  |  |  |  |  |  |  |  |  |  |  |  |  |  |  |
|  | 8. Ferr I de Vaudémont                       |  |  |  |  |  |  |  |  |  |  |  |  |  |  |  |
|  |                                              |  |  |  |  |  |  |  |  |  |  |  |  |  |  |  |
|  |                                              |  |  |  |  |  |  |  |  |  |  |  |  |  |  |  |
|  | 17. Sofia de Wurtemberg                      |  |  |  |  |  |  |  |  |  |  |  |  |  |  |  |
|  |                                              |  |  |  |  |  |  |  |  |  |  |  |  |  |  |  |
|  |                                              |  |  |  |  |  |  |  |  |  |  |  |  |  |  |  |
|  | 4. Antoni de Vaudémont                       |  |  |  |  |  |  |  |  |  |  |  |  |  |  |  |
|  |                                              |  |  |  |  |  |  |  |  |  |  |  |  |  |  |  |
|  |                                              |  |  |  |  |  |  |  |  |  |  |  |  |  |  |  |
|  | 18. Enric V de Vaudémont                     |  |  |  |  |  |  |  |  |  |  |  |  |  |  |  |
|  |                                              |  |  |  |  |  |  |  |  |  |  |  |  |  |  |  |
|  |                                              |  |  |  |  |  |  |  |  |  |  |  |  |  |  |  |
|  | 9. Margarida de Joinville                    |  |  |  |  |  |  |  |  |  |  |  |  |  |  |  |
|  |                                              |  |  |  |  |  |  |  |  |  |  |  |  |  |  |  |
|  |                                              |  |  |  |  |  |  |  |  |  |  |  |  |  |  |  |
|  | 19. Maria de Luxembourg                      |  |  |  |  |  |  |  |  |  |  |  |  |  |  |  |
|  |                                              |  |  |  |  |  |  |  |  |  |  |  |  |  |  |  |
|  |                                              |  |  |  |  |  |  |  |  |  |  |  |  |  |  |  |
|  | 2. Ferri II de Vaudémont                     |  |  |  |  |  |  |  |  |  |  |  |  |  |  |  |
|  |                                              |  |  |  |  |  |  |  |  |  |  |  |  |  |  |  |
|  |                                              |  |  |  |  |  |  |  |  |  |  |  |  |  |  |  |
|  | 20. Joan VI d'Harcourt                       |  |  |  |  |  |  |  |  |  |  |  |  |  |  |  |
|  |                                              |  |  |  |  |  |  |  |  |  |  |  |  |  |  |  |
|  |                                              |  |  |  |  |  |  |  |  |  |  |  |  |  |  |  |
|  | 10. Jean VII d'Harcourt                      |  |  |  |  |  |  |  |  |  |  |  |  |  |  |  |
|  |                                              |  |  |  |  |  |  |  |  |  |  |  |  |  |  |  |
|  |                                              |  |  |  |  |  |  |  |  |  |  |  |  |  |  |  |
|  | 21. Caterina de Borbó                        |  |  |  |  |  |  |  |  |  |  |  |  |  |  |  |
|  |                                              |  |  |  |  |  |  |  |  |  |  |  |  |  |  |  |
|  |                                              |  |  |  |  |  |  |  |  |  |  |  |  |  |  |  |
|  | 5. Maria d'Harcourt                          |  |  |  |  |  |  |  |  |  |  |  |  |  |  |  |
|  |                                              |  |  |  |  |  |  |  |  |  |  |  |  |  |  |  |
|  |                                              |  |  |  |  |  |  |  |  |  |  |  |  |  |  |  |
|  | 22. Pere II d'Alençon                        |  |  |  |  |  |  |  |  |  |  |  |  |  |  |  |
|  |                                              |  |  |  |  |  |  |  |  |  |  |  |  |  |  |  |
|  |                                              |  |  |  |  |  |  |  |  |  |  |  |  |  |  |  |
|  | 11. Maria d'Alençon                          |  |  |  |  |  |  |  |  |  |  |  |  |  |  |  |
|  |                                              |  |  |  |  |  |  |  |  |  |  |  |  |  |  |  |
|  |                                              |  |  |  |  |  |  |  |  |  |  |  |  |  |  |  |
|  | 23. Marie Chamaillard                        |  |  |  |  |  |  |  |  |  |  |  |  |  |  |  |
|  |                                              |  |  |  |  |  |  |  |  |  |  |  |  |  |  |  |
|  |                                              |  |  |  |  |  |  |  |  |  |  |  |  |  |  |  |
|  | 1. Renat II de Lorena                        |  |  |  |  |  |  |  |  |  |  |  |  |  |  |  |
|  |                                              |  |  |  |  |  |  |  |  |  |  |  |  |  |  |  |
|  |                                              |  |  |  |  |  |  |  |  |  |  |  |  |  |  |  |
|  | 24. Lluís I de Nàpols                        |  |  |  |  |  |  |  |  |  |  |  |  |  |  |  |
|  |                                              |  |  |  |  |  |  |  |  |  |  |  |  |  |  |  |
|  |                                              |  |  |  |  |  |  |  |  |  |  |  |  |  |  |  |
|  | 12. Lluís II d'Anjou                         |  |  |  |  |  |  |  |  |  |  |  |  |  |  |  |
|  |                                              |  |  |  |  |  |  |  |  |  |  |  |  |  |  |  |
|  |                                              |  |  |  |  |  |  |  |  |  |  |  |  |  |  |  |
|  | 25. Maria de Blois-Châtillon                 |  |  |  |  |  |  |  |  |  |  |  |  |  |  |  |
|  |                                              |  |  |  |  |  |  |  |  |  |  |  |  |  |  |  |
|  |                                              |  |  |  |  |  |  |  |  |  |  |  |  |  |  |  |
|  | 6. Renat I d'Anjou                           |  |  |  |  |  |  |  |  |  |  |  |  |  |  |  |
|  |                                              |  |  |  |  |  |  |  |  |  |  |  |  |  |  |  |
|  |                                              |  |  |  |  |  |  |  |  |  |  |  |  |  |  |  |
|  | 26. Joan I d'Aragó                           |  |  |  |  |  |  |  |  |  |  |  |  |  |  |  |
|  |                                              |  |  |  |  |  |  |  |  |  |  |  |  |  |  |  |
|  |                                              |  |  |  |  |  |  |  |  |  |  |  |  |  |  |  |
|  | 13. Violant d'Aragon                         |  |  |  |  |  |  |  |  |  |  |  |  |  |  |  |
|  |                                              |  |  |  |  |  |  |  |  |  |  |  |  |  |  |  |
|  |                                              |  |  |  |  |  |  |  |  |  |  |  |  |  |  |  |
|  | 27. Violant de Bar                           |  |  |  |  |  |  |  |  |  |  |  |  |  |  |  |
|  |                                              |  |  |  |  |  |  |  |  |  |  |  |  |  |  |  |
|  |                                              |  |  |  |  |  |  |  |  |  |  |  |  |  |  |  |
|  | 3. Violant d'Anjou                           |  |  |  |  |  |  |  |  |  |  |  |  |  |  |  |
|  |                                              |  |  |  |  |  |  |  |  |  |  |  |  |  |  |  |
|  |                                              |  |  |  |  |  |  |  |  |  |  |  |  |  |  |  |
|  | 28. Joan I de Lorena                         |  |  |  |  |  |  |  |  |  |  |  |  |  |  |  |
|  |                                              |  |  |  |  |  |  |  |  |  |  |  |  |  |  |  |
|  |                                              |  |  |  |  |  |  |  |  |  |  |  |  |  |  |  |
|  | 14. Carles II de Lorena                      |  |  |  |  |  |  |  |  |  |  |  |  |  |  |  |
|  |                                              |  |  |  |  |  |  |  |  |  |  |  |  |  |  |  |
|  |                                              |  |  |  |  |  |  |  |  |  |  |  |  |  |  |  |
|  | 29. Sofia de Wurtemberg                      |  |  |  |  |  |  |  |  |  |  |  |  |  |  |  |
|  |                                              |  |  |  |  |  |  |  |  |  |  |  |  |  |  |  |
|  |                                              |  |  |  |  |  |  |  |  |  |  |  |  |  |  |  |
|  | 7. Isabel I de Lorena                        |  |  |  |  |  |  |  |  |  |  |  |  |  |  |  |
|  |                                              |  |  |  |  |  |  |  |  |  |  |  |  |  |  |  |
|  |                                              |  |  |  |  |  |  |  |  |  |  |  |  |  |  |  |
|  | 30. Robert I del Sacre Imperi Romanogermànic |  |  |  |  |  |  |  |  |  |  |  |  |  |  |  |
|  |                                              |  |  |  |  |  |  |  |  |  |  |  |  |  |  |  |
|  |                                              |  |  |  |  |  |  |  |  |  |  |  |  |  |  |  |
|  | 15. Margarida de Wittelsbach                 |  |  |  |  |  |  |  |  |  |  |  |  |  |  |  |
|  |                                              |  |  |  |  |  |  |  |  |  |  |  |  |  |  |  |
|  |                                              |  |  |  |  |  |  |  |  |  |  |  |  |  |  |  |
|  | 31. Elisabet de Nuremberg                    |  |  |  |  |  |  |  |  |  |  |  |  |  |  |  |
|  |                                              |  |  |  |  |  |  |  |  |  |  |  |  |  |  |  |
|  |                                              |  |  |  |  |  |  |  |  |  |  |  |  |  |  |  |

## Matrimoni i fills

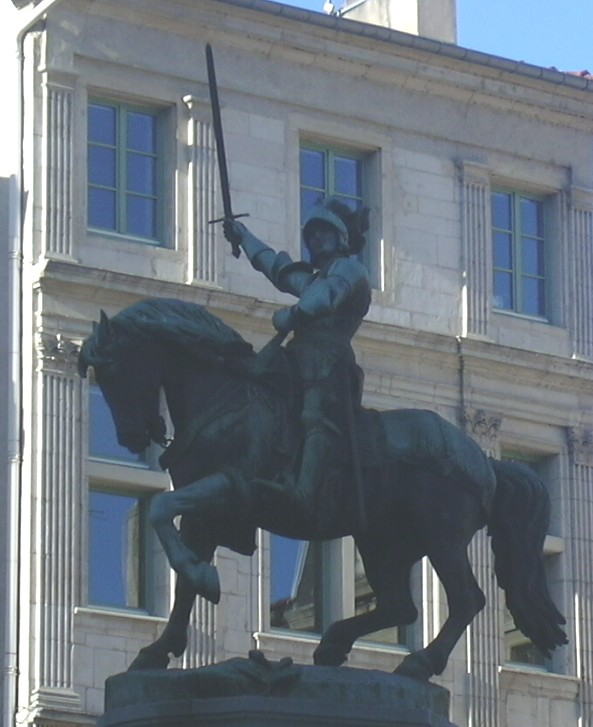
Renat II, estàtua a Saint-Epvre a Nancy

Renat II es va casar primer a Angers el 9 de setembre de 1471 amb Joana d'Harcourt, comtessa de Tancarville († 1488), filla de Guillem d'Harcourt, comte de Tancarville, vescomte de Melun, i de Violant de Laval. Quan el 1485, es va fer evident que no li podia donar hereus, Renat la va repudiar.
Es casa de nou a Orleans l'1 de setembre de 1485 amb Felipa de Gueldre (1467 † 1547), i va tenir a:
- Carles (1486 † jove);
- Francesc (1487 † 1489[nota 1])
- Antoni (1489 † 1544), duc de Lorena i de Bar, casat el 1509 amb Renata de Borbó-Montpensier (1494-1539);
- Anna (1490 † 1491);
- Nicolau (1493 † jove);
- Isabel (1494 † 1508);
- Claudi (1496 † 1550), (naturalitzat frances) duc de Guise, comte d'Harcourt, d'Aumale, baró d'Elbeuf, de Mayenne i senyor de Joinville, casat el 1513 Antonieta de Borbó-Vendôme inici de la casa de Guisa;
- Joan (1498 † 1550), cardenal, bisbe de Toul, de Metz i de Verdun ;
- Lluís (1500 † 1528), bisbe de Verdun, després comte de Vaudémont;
- Claudi (1502 † jove);
- Caterina (1502 † jove);
- Francesc (1506 † 1525 a la batalla de Pavia, comte de Lambesc.

## Descendència

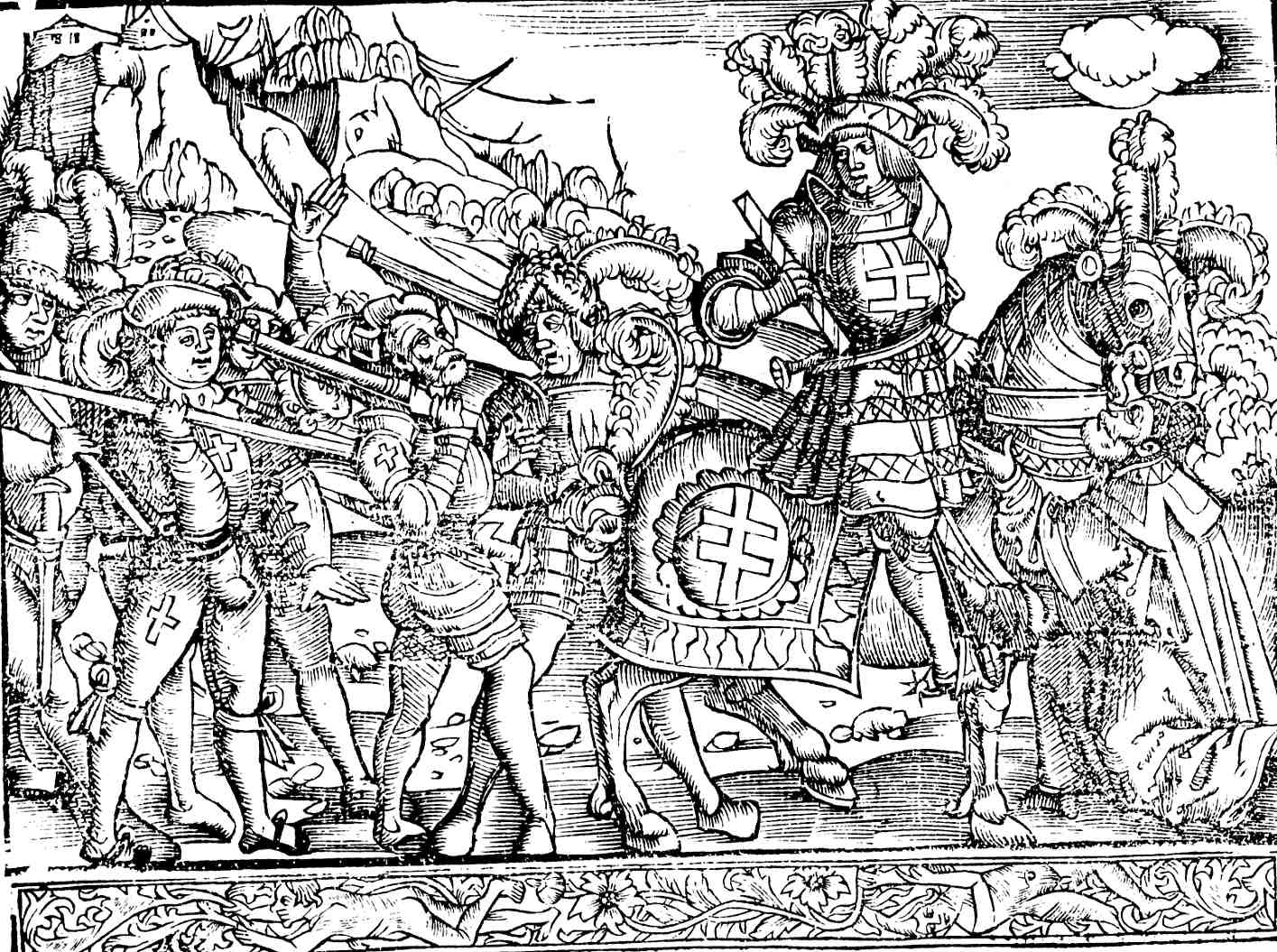
El duc Renat II al capdavant de les seves tropes suïsses davant la ciutat de Saint-Dié (Líber Nanceidos (Pierre de Blarru, 1519)

Pel seu fill Antoni fou l'avantpassat dinàstic per ordre de primogenitura mascle de l'actual casa d'Habsburg-Lorena, després del matrimoni del seu descendent a la novena generació Francesc-Esteve, duc de Lorena i emperador Germànic, amb l'Arxiduquessa Maria Teresa d'Àustria, reina d'Hongria i de Bohèmia. Fou igualment l'avantpassat de la mateixa casa pel seu fill Claudi, per les branques secundàries. La seva descendència es troba igualment a totes les altres cases sobiranes d'Europa.

## Monuments
- Una estàtua eqüestre de Renat II de Lorena es troba a la plaça de Saint-Epvre, a Nancy.
- El duc és igualment representat victoriós sobre el monument de la plaça de la Creu de Borgonya, també a Nancy.